# Listă de filme italiene din 2002
Aceasta este o listă de filme italiene din 2002:

## Lista
| 2002                                                       |                     | |       |                                                        |
| Amnèsia                                                    | Gabriele Salvatores | Diego Abatantuono, Sergio Rubini, Martina Stella | Drama |                                                        |
| Angela                                                     | Roberta Torre       | Donatella Finocchiaro, Andrea Di Stefano | Drama |                                                        |
| The Best Day of My Life (Il Più bel giorno della mia vita) | Cristina Comencini  | Virna Lisi, Luigi Lo Cascio, Margherita Buy, Sandra Ceccarelli, Marco Quaglia, Jean-Hugues Anglade                                                        | Drama | Gay interest. 2 Nastro d'Argento                       |
| Carlo Giuliani, Boy                                        | Francesca Comencini | |       | Screened at the 2002 Cannes Film Festival              |
| El Alamein                                                 | Enzo Monteleone     | Paolo Briguglia, Pierfrancesco Favino, Luciano Scarpa, Emilio Solfrizzi, Thomas Trabacchi, Giuseppe Cederna, Piero Maggiò, Roberto Citran, Silvio Orlando | War   | 3 David di Donatello                                   |
| The Embalmer (L'imbalsamatore)                             | Matteo Garrone      | Ernesto Mahieux, Valerio Foglia Manzillo, Elisabetta Rocchetti                                                                                            | Drama | 2 David di Donatello. 2 Nastro d'Argento. Gay interest |
| My Mother's Smile (L'ora di religione)                     | Marco Bellocchio    | Sergio Castellitto, Jacqueline Lustig, Chiara Conti, Piera Degli Esposti, Gigio Alberti                                                                   | Drama | 4 Nastro d'Argento, entered at Cannes                  |
| Pinocchio                                                  | Roberto Benigni     | Roberto Benigni, Nicoletta Braschi, Kim Rossi Stuart |       |                                                        |
| Respiro                                                    | Emanuele Crialese   | Valeria Golino, Vincenzo Amato | Drama |                                                        |